# Pristimantis inusitatus
Eleutherodactylus inusitatus là một loài động vật lưỡng cư trong họ Strabomantidae, thuộc bộ Anura. Loài này được Lynch & Duellman mô tả khoa học đầu tiên năm 1980.